# Mikho Dukov
Mikho Dukov   () és un lluitador búlgar, ja retirat, especialista en lluita lliure, que va competir durant les dècades de 1970 i 1980.
El 1976 va prendre part en els Jocs Olímpics d'Estiu de Montreal, on fou quart en la competició del pes gall del programa de lluita lliure. Quatre anys més tard, als Jocs de Moscou, guanyà la medalla de plata en la prova del pes ploma.
En el seu palmarès també destaquen tres medalles en el Campionat del Món, de plata el 1979 i de bronze el 1975 i 1977, així com cinc medalles en el Campionat d'Europa, tres d'or i dues de plata.